# Allistar Clarke
Allistar Clarke (* 3. Oktober 1990 in Basseterre) ist ein Sprinter aus St. Kitts und Nevis. Er nahm mit der 4-mal-100-Meter-Staffel an den Olympischen Sommerspielen 2016 in Rio de Janeiro teil.